# Camila Carvalho
Camila Carvalho (ur. 30 maja 1981 w Brasílii) – brazylijska wioślarka.

## Osiągnięcia
- Igrzyska Olimpijskie – Pekin 2008 – dwójka podwójna wagi lekkiej – 15. miejsce[1].